# Eichensee (Kernen im Remstal)
Der Eichensee ist ein künstlich angelegter Waldsee im Gebiet der Gemeinde Kernen im Remstal im Rems-Murr-Kreis in Baden-Württemberg.

## Geographische Lage
Der Eichensee liegt im Westen des Schurwaldes und im Südwesten des Rems-Murr-Kreises. Er ist etwa 1,5 km südsüdostwärts vom Kerner Ortsteil Stetten entfernt und etwa 700 m westwärts vom Aichwalder Ortsteil Lobenrot. In ihm wird ein kurzer rechter und östlicher Zufluss des Stettener Haldenbachs aufgestaut, der vor dem See aus einer dreigliedrigen Waldklingengabel zusammenläuft.
Im Nordwesten befindet sich in knapp 150 m Entfernung der Klettergarten Stetten.
Der See ist über einen Weg von den Weinbergen und über einen Waldpfad, das Grimmelshäuser Wegle über den Wald erreichbar.

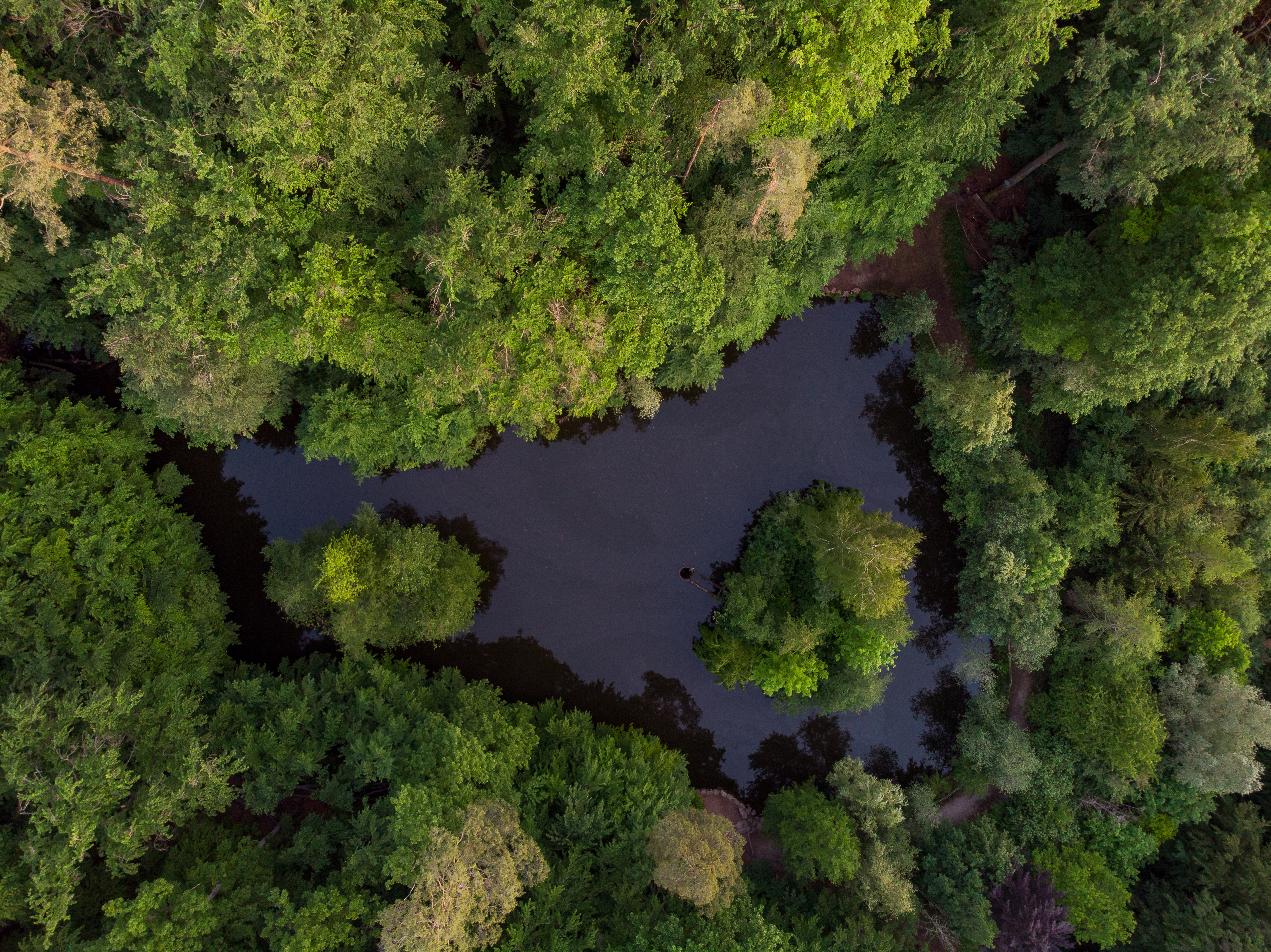
Luftbild des Eichensees
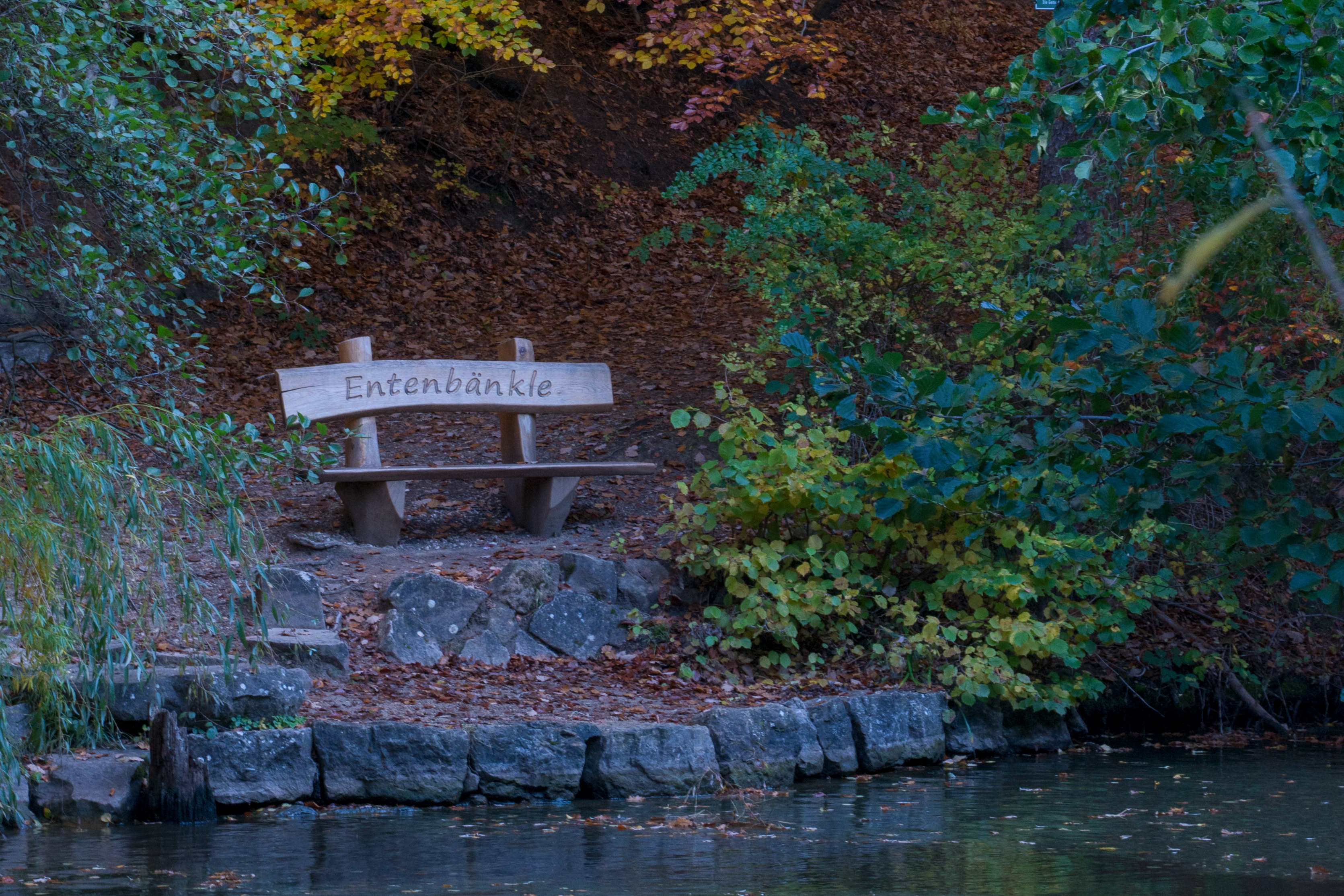
Sitzbank am Seerand
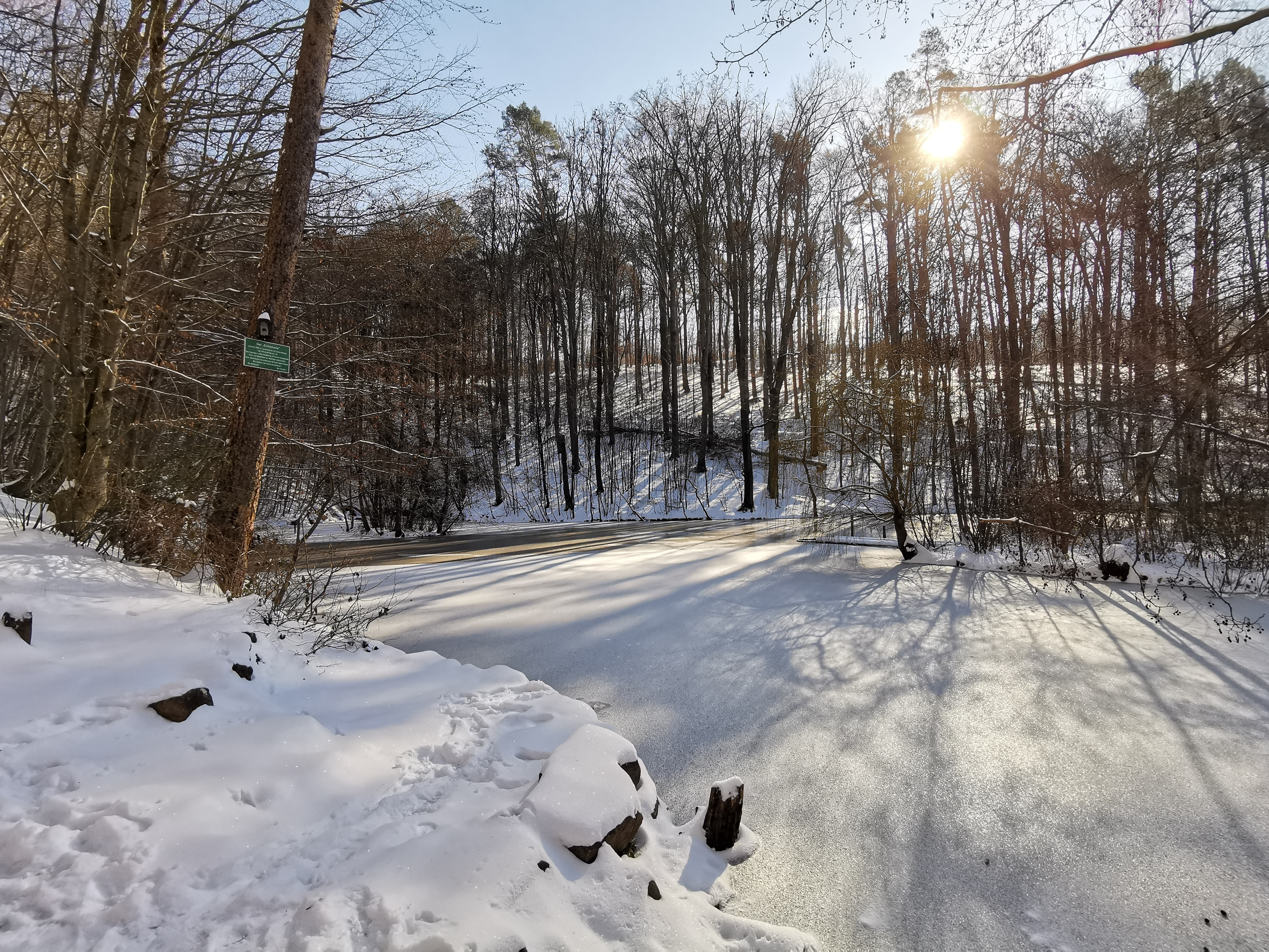
See im Winter

## Geschichte
Der See entstand 1985 in Eigeninitiative eines Jagdpächters mit Unterstützung der Gemeinde Kernen durch Stauung der drei Wasserläufe aus den Oberlaufklingen und soll auch als Regenrückhaltebecken dienen. Dazu wurde die Klinge am Damm um 7 m aufgefüllt. In der Mitte wurde ein 12 m hoher Mönch errichtet. Aus Haftungsgründen ging das Gelände in den Privatbesitz des Jagdpächters über und er erhielt das Wasserrecht für 30 Jahre.
Der See hat sich zu einem Rückzugsort für Flora und Fauna entwickelt.

## Name
Der Eichensee verdankt seinen Namen den elf Eichen, die vom Jagdpächter in Gedenken an seine Familie und Jagdfreunde am See gepflanzt wurden.
Von den Einheimischen wird er auch Wari-See genannt, nach dem Namen des Jagdpächters Franz Wari, eines Heimatvertriebenen aus dem Ofener Land (in Westungarn), der in Kernen heimisch wurde.